# Allescheriella bathygena
Allescheriella bathygena är en svampart som beskrevs av Kohlm. 1977. Allescheriella bathygena ingår i släktet Allescheriella och familjen Botryobasidiaceae.   Inga underarter finns listade i Catalogue of Life.